# Eau de bouleau

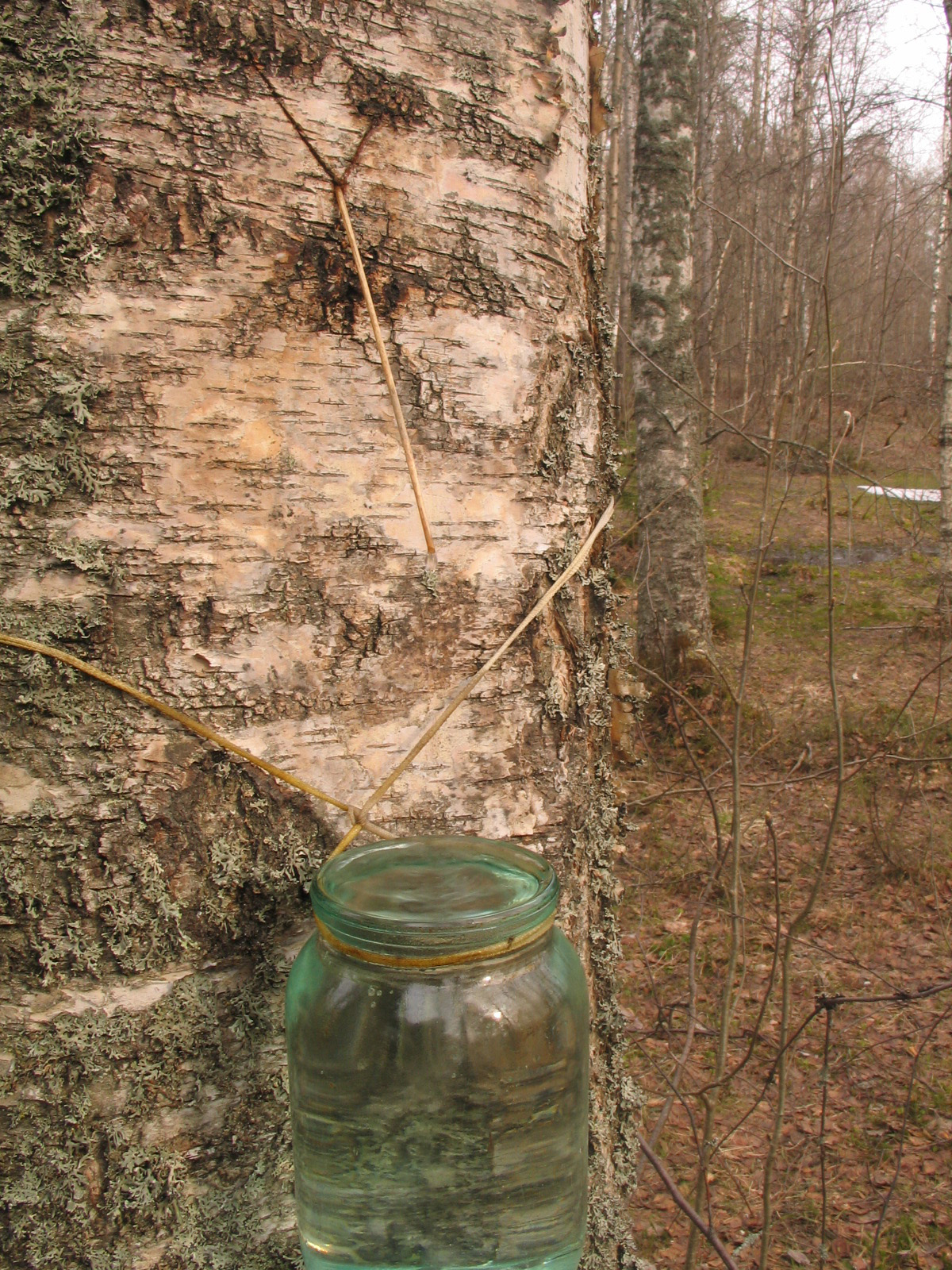
Extraction de sève.

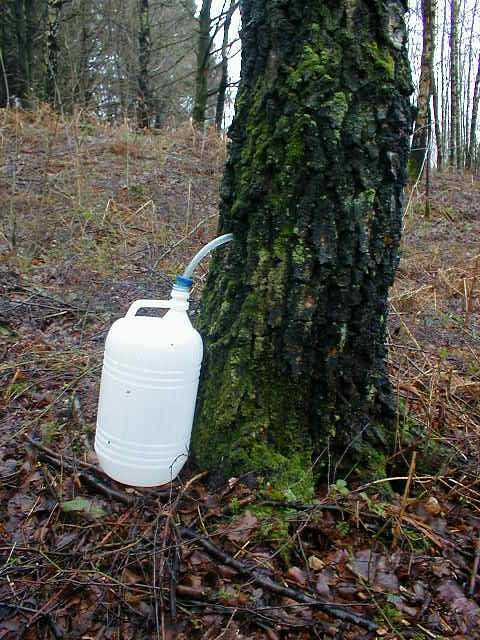
Extraction de sève.

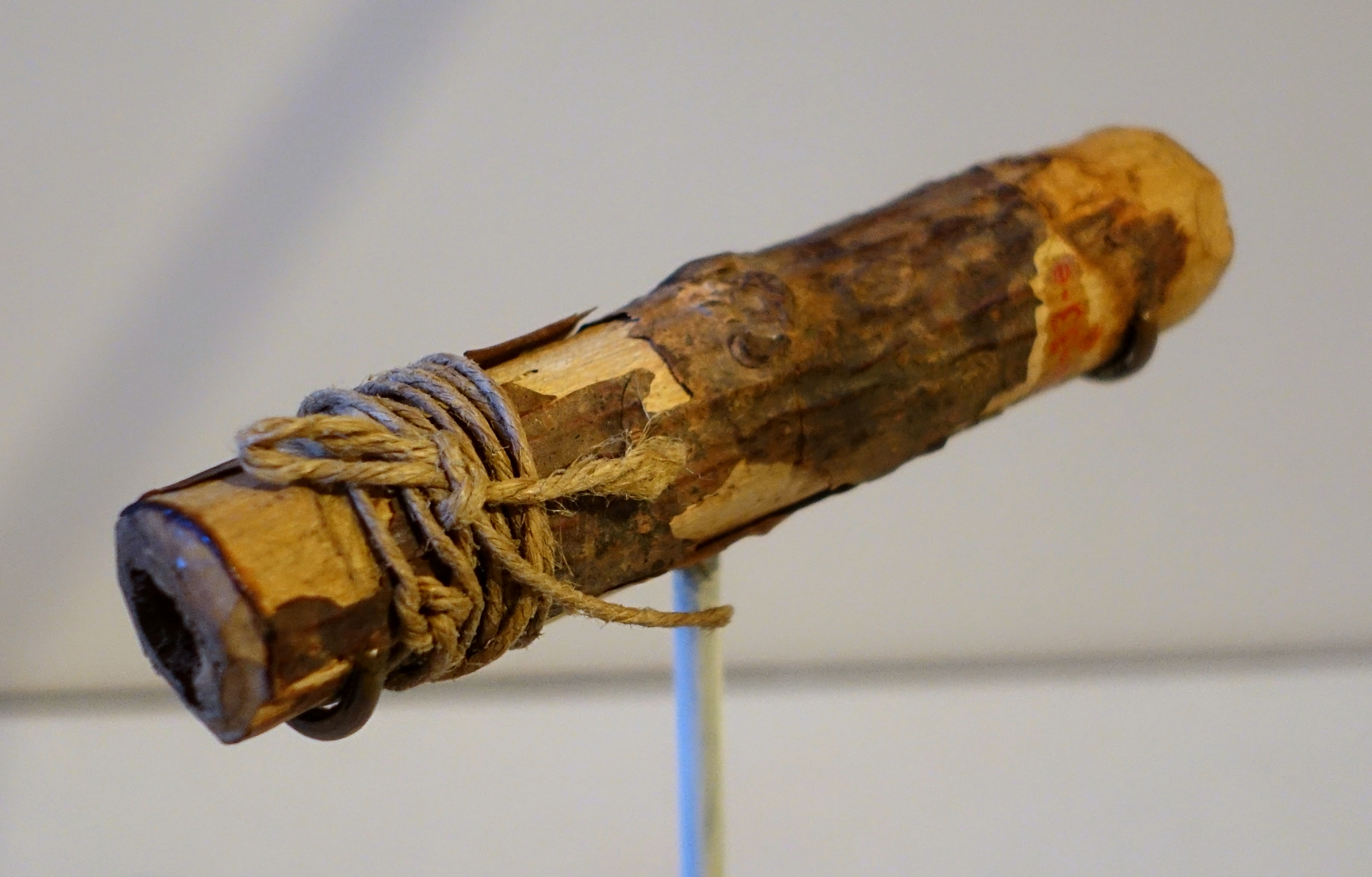
Extracteur fabriqué et utilisé par Henry David Thoreau (musée de Concord).

L'eau de bouleau est le nom trivial donné à la sève brute de bouleau, récoltée au printemps, grâce à des entailles pratiquées dans l'écorce de l'arbre.
On appelait autrefois le bouleau arbre de la sagesse, mais également arbre aux néphrétiques.
En France, l'exploitation de bouleaux pour en récolter la sève relève de la catégorie des Produits forestiers non ligneux du classement des activités géré par l'INSEE.

## Historique
Dès le Paléolithique l'homme exploite les ressources non ligneuses que lui offrent le bouleau blanc (Betula alba).
La consommation de sève de bouleau est documentée depuis le Moyen Âge. En Europe occidentale, la sève de bouleau est la boisson des apothicaires utilisée en cas de calculs rénaux. Au XIIe siècle, Hildegarde de Bingen décrit la sève de bouleau comme remède pour soulager les ulcères.
Au XIVe siècle, Konrad von Megenberg (1309-1374) décrit « l’eau de bouleau » comme ayant des propriétés médicinales sur la vessie et les reins.
En 1565, Pierandrea Mattioli (ou Matthiole), médecin et botaniste italien (1501-1577), synthétise les propriétés du bouleau, lui attribue des propriétés drainantes et le surnomme « l’arbre néphrétique ». Il explique dans son ouvrage que « Si on perce le tronc du bouleau avec une tarière, il en sort une grande quantité d'eau, laquelle a grande propriété et vertu à rompre la pierre tant aux reins qu'en la vessie, si l'on continue d'en user. Si on s'en lave la bouche, elle guérit les ulcères qui sont dedans. » 
Les Russes emploient la sève du bouleau comme boisson ou, en y ajoutant du houblon et de la levure, et en lui faisant subir des manipulations adéquates, en tirent une sorte de  bière. On a fait en Suède avec cette sève un sirop qui sucre moins que celui de l’érable, mais qui peut cependant remplacer le sucre dans plusieurs usages domestiques. Les habitants du nord de l'Europe font avec la sève du bouleau un vin blanc et mousseux au goût proche du Champagne,.
En 1800, le baron Pierre-François Percy (1754-1825) a vanté ses mérites. Le chirurgien militaire des armées de Napoléon, déclara « Les maladies de la peau, boutons, dartres, couperoses etc. lui résistent rarement. C'est un remède précieux dans les affections rhumatismales, les reliquats de goutte, les embarras de la vessie et une foule de maladies chroniques. »
Le médecin français Henri Leclerc (1870-1955) dans son ouvrage Précis de phytothérapie. Thérapeutique par les plantes françaises recommande les préparations à base de bouleau pour lutter contre la cellulite  lorsque celle-ci est due à un excédent d’acide urique et de cholestérol.
Paul Fournier préconise des préparations en interne pour résoudre les difficultés urinaires.
Le docteur Artault de Vevey (Suisse) a attribué une action diurétique au bouleau, le préconisant pour compléter le traitement de l’azotémie (rétention de l’urée dans le sang) et de divers symptômes : maux de tête, névralgies, vertiges…
Dans l'édition du livre, paru en 1986, La phytothérapie : traitement des maladies par les plantes, l'aromathérapeute et Dr Jean Valnet (1920-1995) écrit : « la sève de bouleau agit sur la lithiase urinaire et les coliques néphrétiques »[réf. à confirmer].

## Récolte
Il convient de distinguer la sève brute (la sève montante) et la sève élaborée. La première est absorbée au niveau des racines par les poils absorbants et les mycorhizes. Elle circule principalement dans les vaisseaux du xylème. C’est cette sève qu’on cherchera à récolter pour ses bienfaits. Le mode de prélèvement ne permet de recueillir que de façon marginale la sève élaborée, qui circule quant à elle principalement dans le phloème, tissu conducteur, situé juste sous l'écorce.
La sève brute de bouleau se récolte au printemps, à la montée de sève, juste avant l’apparition des jeunes feuilles. La sève est surnommée « l’eau de bouleau » car elle est incolore et fluide comme de l’eau. Elle a un goût d’eau légèrement boisée, minéralisée.
Il existe deux méthodes de récolte de sève de bouleau :

### Finlande
La Finlande possède un biotope favorable au developpement de très grandes forêts dans lesquelles domine le bouleau blanc (betula alba), les bétulaies, à tel point qu'elles permettent de structurer les récoltes à échelle industrielle. Ainsi, le dispositif posé sur chaque arbre est relié à un réseau de tuyaux installé dans la forêt. Pour augmenter le rendement, des pompes permettent d'aspirer la récolte vers le site de conditionnement et d'embouteillage.

### Canada
De nombreuses bétulaies permettent également d'importantes récoltes : A titre d'exemple en 2006-2007, le Conseil des Montagnais du Lac-St-Jean au Québec, a décidé de soutenir la production de sève de bouleau sur 170 ha de bétulaies blanches, grâce à une aide de 24 904 $ dont 16 116 $ en provenance du Partenariat pour la formation et la pratique en nutrition (PFPN) ; la récolte a démarré au printemps 2009 sur 800 troncs pour une transformation en sirop. Les deux saisons suivantes, 64 899 $ dont 23 891 $ ont été investis par la Forêt modèle du Lac-Saint-Jean (FMLSJ) en 2007-2008 et 2008-2009.

## Composition
La sève de bouleau est composée à plus de 95 % d'eau. Elle est riche en sucres à des taux variables (2,5 à 4,7 g/l de glucose, 2,3 à 4,5 g/l de fructose, de faibles quantités de sucrose et galactose) et contient également des acides de fruits : acide malique (0,1 à 0,7 g/l), acide succinique (<0,1 g/l), acide phosphorique (<0,04 g/l), acide citrique (<0,1 g/l). L’acide citrique n’est pas systématiquement détecté dans les échantillons. S'y ajoutent des polyphénols et des acides phénoliques, des protéines et des acides aminés (principalement l’isoleucine, la valine, l’asparagine et la glutamine), ainsi que des minéraux (calcium, magnésium, potassium, zinc, cuivre, manganèse, fer) et des oligo-éléments (chrome, sélénium, cobalt, or, silicium, cuivre et lithium).
Il ne faut pas confondre :
- la sève élaborée ou jus de feuilles de bouleau (macérât aqueux des feuilles de l’arbre) ;
- le sucre de bouleau (xylitol extrait de l’écorce du bouleau).

## Utilisation

### Biologie
Des sèves de végétaux  et notamment de bouleau et d'érable ont été utilisées comme milieu de culture de certains pathogènes (agent de la flavescence dorée) ou source alimentaire pour des élevages d'insectes suceurs de sève (cicadelles) ; c'est toujours la première sève de printemps, très riche en  sucre qui est utilisée, car supposée proche en termes de composition de la sève élaborée du liber.

### Cosmétique
La sève de bouleau est utilisée dans les cosmétiques, utilisée depuis très longtemps par les peuples nordiques, slaves et asiatiques. Les produits les plus connus sont les lotions capillaires.

### Cuisine, vins et spiriteux
En Russie, la sève brute de bouleau est une boisson rafraîchissante saisonnière très populaire.
La sève de bouleau n'est pas aussi riche que celle de l'érable. Au Canada et en Alaska, l'eau de bouleau est concentrée par évaporation afin d'éliminer l'eau et d'augmenter ainsi la concentration en glucides jusqu’à un taux minimum de 66 % afin de faire du sirop de bouleau. Le sirop obtenu est utilisé de la même façon que le sirop d'érable.
L'eau de vie de bouleau s'obtient en faisant bouillir 25 litres de sève de bouleau avec 3 kg de sucre jusqu’à ce que le mélange ait diminué d’un quart. Il faut ensuite écumer, passer et mettre en fût afin d’amorcer la fermentation avec 100 g de levure de bière ou de vin. Pendant la fermentation, on ajoute peu à peu 5 litres de vin blanc et 4 citrons coupés en tranches. La mise en bouteille peut être  envisagée après un repos durant un mois.

### Pharmacopée française et phytothérapie
La sève de bouleau ne figure pas dans la pharmacopée française car les propriétés alléguées ne reposent pas sur des preuves scientifiques suffisamment éprouvées :
- les effets anti-inflammatoires et antipyrétiques ne sont pas significatifs en comparaison avec d'autres produits naturels ou traitements développés en la matière ;
- la sève de bouleau est utilisée à des fins dépuratives et dans la régulation de l'hyperuricémie et d'hypercholestérolémie[12]. Le premier en France à en avoir recommandé en cure annuelle est le docteur Jean Valnet[13], pionnier en phytothérapie.

En revanche, l'écorce et les feuilles de bouleau sont inscrites sur la liste A de la pharmacopée française c'est-à-dire la liste des plantes médicinales utilisées traditionnellement. En effet, deux principes actifs en sont extraits : l'acide bétulinique et le salicylate de méthyle.